# Färberdistel
Die Färberdistel (Carthamus tinctorius), auch Saflor, Öldistel, Färbersaflor und Falscher Safran genannt, ist eine Pflanzenart aus der Familie der Korbblütler (Asteraceae). Sie ist heute weltweit verbreitet. Ihrer ölhaltigen Samen wegen wird sie vor allem als Ölpflanze kultiviert; daneben ist auch die Nutzung als Färberpflanze möglich.

## Beschreibung

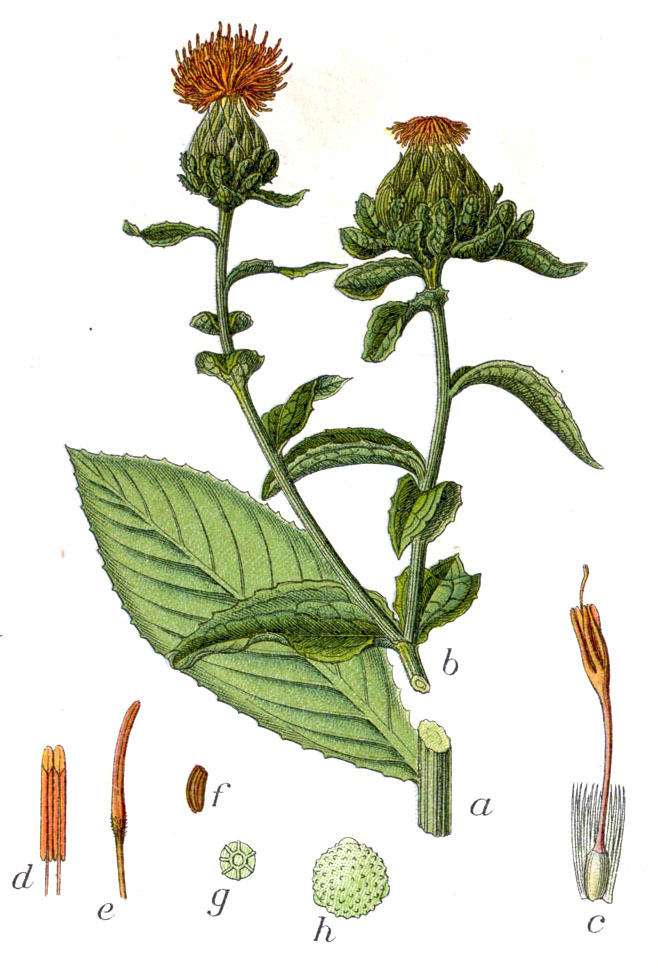
Färberdistel (Carthamus tinctorius), Illustration

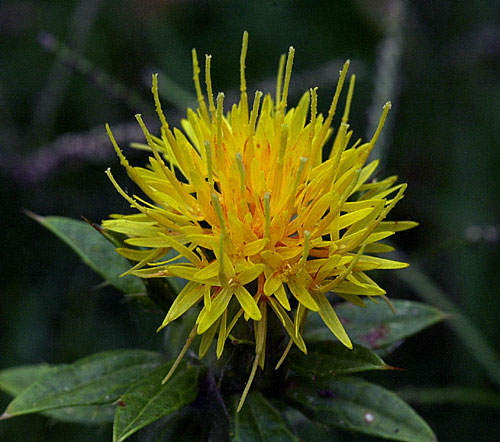
Färberdistel (Carthamus tinctorius), Blütenstand

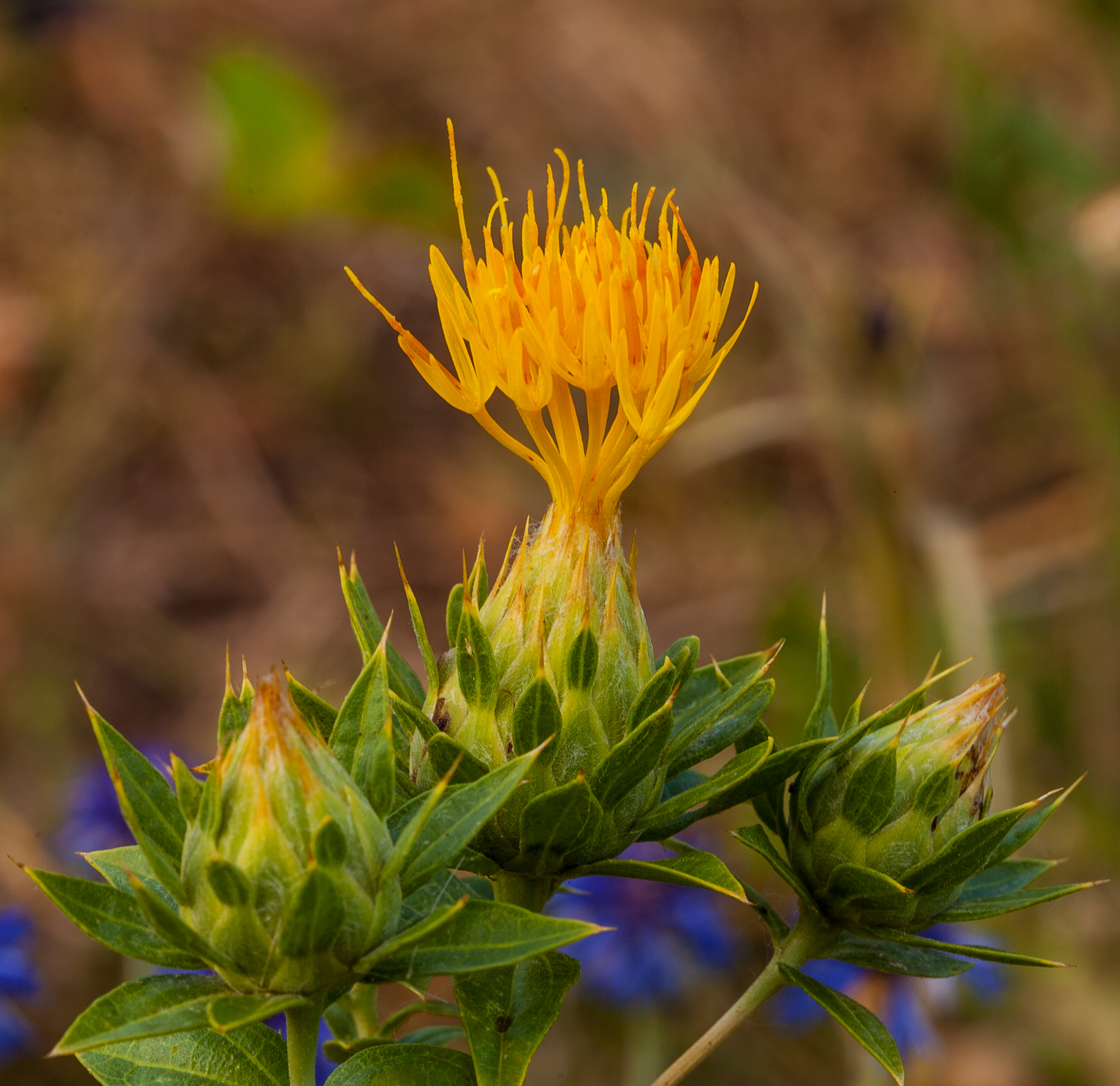
Blütenkopf

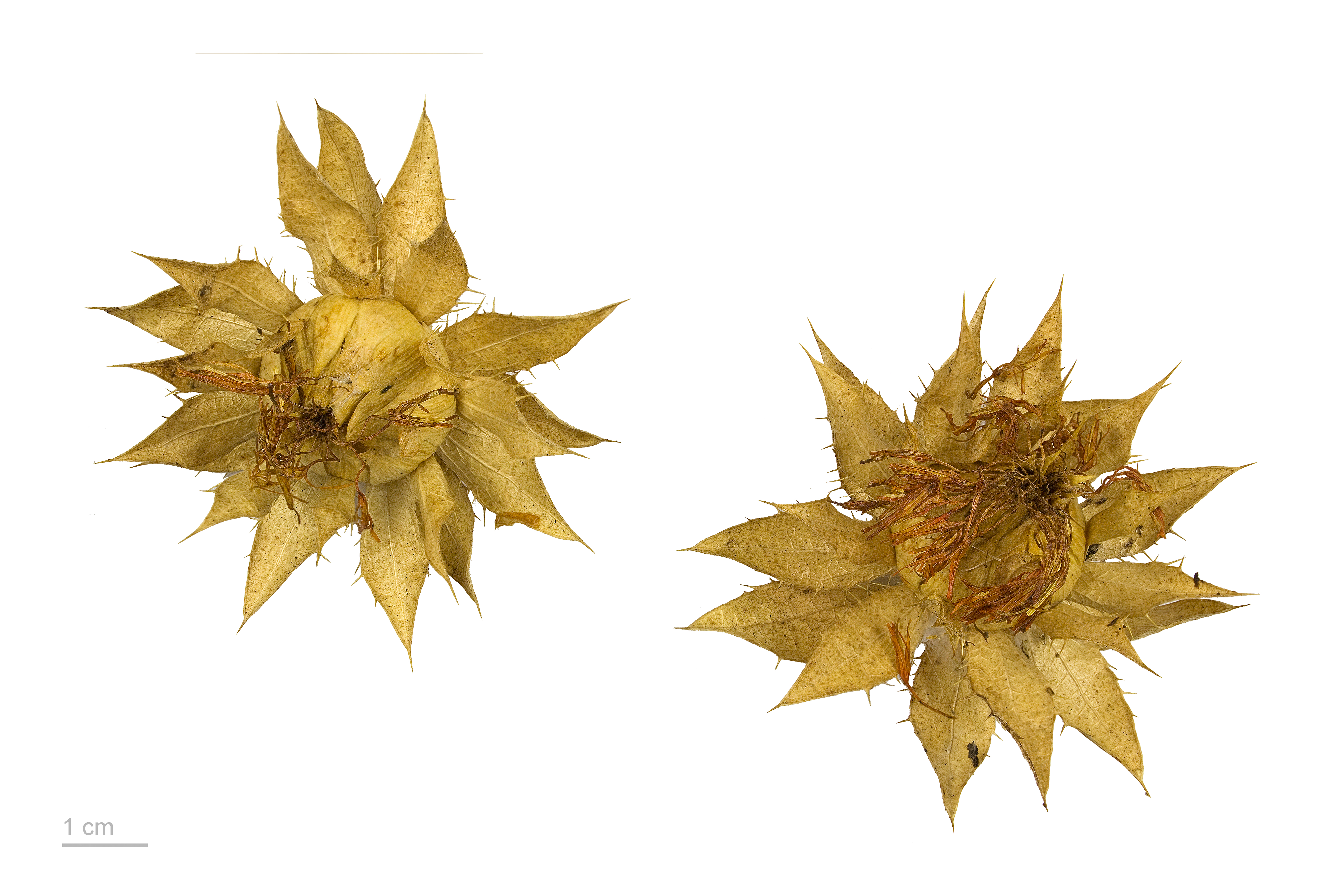
Fruchtende Köpfe der Färberdistel

### Vegetative Merkmale
Die Färberdistel ist eine schnellwachsende, distelähnliche, einjährige oder zweijährige krautige Pflanze. Aus einer Blattrosette mit kräftiger Pfahlwurzel bildet sich ein verzweigter Hauptspross, der Wuchshöhen von 60 bis 130 Zentimetern erreicht. Der Stängel ist einfach oder im oberen Teil mit wenigen starren Ästen versehen; er ist kahl, gerieft, weißlichgelb und glänzend. Ihre länglichen Laubblätter mit einer Länge von 10 bis 15 cm und einer Breite von 2,5 bis 5 cm laufen am Stängel herab. Die Blätter sind kahl, ziemlich weich und am Rand fein dornig gezähnt. Die untersten Blätter sind eiförmig-länglich und allmählich in einen kurzen Stiel verschmälert. Die übrigen Blätter sind länglich bis eilanzettlich mit seicht herzförmigem Grund stängelumfassend sitzend. Sie wächst am besten in fruchtbaren und durchlässigen Böden, da sie tiefgehende Pfahlwurzeln ausbildet.

### Generative Merkmale
Die körbchenförmigen Blütenstände sitzen am Ende jeder Sprossachse und jedes Seitentriebs, haben einen Durchmesser von 3 bis 5 cm und enthalten 20 bis 150 fünfzipfelige, orangefarbene Röhrenblüten. Der Blütenkorb ist von den obersten Laubblättern umgeben. Die Hüllblätter sind angedrückt, hellgrün und an der Spitze mit einer laubblattartigen eilanzettlichen Stachelspitze versehen. Das Anhängsel der Hüllblätter ist fein dornig gezähnt; es nimmt von außen nach innen an Größe ab; die innersten Hüllblätter sind ohne eine Dornspitze, ganzrandig und fest anliegend. Die Scheibenblüten sind erst rotgelb, später lebhaft orangerot und ragen über die Hüllblätter hinaus. Die Randblüten sind nicht strahlend. Die unterständigen, zweiblättrigen Fruchtknoten bilden eine Samenanlage. Die Färberdistel bildet Achänen als Früchte. Der Schalenanteil der Nussfrüchte beträgt 30 bis 60 %, der Ölgehalt zwischen 20 und 40 % der Trockenmasse. Die Achänen sind 6 bis 8 Millimeter lang, verkehrt eiförmig oder birnförmig, am Grund keilig gestutzt, mit hervorragenden Längsrippen, weiß und glänzend. Der Pappus besteht aus Schuppen.
Sowohl Wildform als auch Kulturformen besitzen einen diploiden Satz von 2n=24 Chromosomen. Aus Kreuzungen mit Carthamus palaestinus, Carthamus oxyacanthus und Carthamus persicus können fruchtbare Nachkommen entstehen.

## Ökologie
Die Färberdistel gedeiht in gemäßigt warmen Regionen der Erde, bis etwa −7 °C ist die Pflanze frosttolerant, zudem gilt sie als relativ salz- und trockenheitstolerant. Die Befruchtung erfolgt überwiegend durch Selbstbefruchtung, aber auch Insektenbestäubung kommt vor.
Auf der Färberdistel schmarotzt der Pilz Puccinia carthami.

## Vorkommen
Die Färberdistel kommt heute nirgends mehr ursprünglich vor; sie ist ein Neophyt in Süd-, Mittel- und Osteuropa, in Nordafrika, auf Madeira und den Kanaren, in Syrien, im Libanon, in Armenien und China, in Nord- und Südamerika und in Australien. Nach POWO ist ihr Ursprungsgebiet die Türkei und der Iran.

## Trivialnamen
Für die Färberdistel (lateinisch Carthamus, in alten Texten auch Cartamus und Crocus ortulanus) bestehen bzw. bestanden, zum Teil auch nur regional, auch die weiteren deutschsprachigen Trivialnamen: Asfrole (bereits im 14. Jahrhundert erwähnt), Bäurinkunkel, Baurenrocken, Baurenspindel, Bürstenkraut, Distelsaffran, Feldsaffran, Flor, Florsaffran, wilder Gartensafran, Gartensaflor, Höllenrock, Kripf, wilder Saffran, Safferblomen (Siebenbürgen), Safflor und Saflor.

## Nutzung
Die Färberdistel wird vor allem für das aus den Samen gewonnene Färberdistelöl angebaut, das sehr hohe Anteile an der mehrfach ungesättigten Linolsäure (ca. 75 %) und an Vitamin E hat. Daneben wird das Öl für die Herstellung von Farben und Lacken verwendet, die Pressrückstände (Presskuchen) dienen als Tierfutter. Die Ölverarbeitung ist der von Sonnenblumenöl sehr ähnlich.
Aus den Blütenblättern können Farbstoffe gewonnen werden, und zwar das rot färbende Carthamin (ein Benzochinon) und der gelbe Blütenfarbstoff Carthamidin. Der wasserlösliche Farbstoff wird durch Auswaschen aus den Blütenblättern gelöst, dann getrocknet und das Saflorrot in alkalischer Lösung gewonnen. Seide, Wolle und Baumwolle lassen sich je nach Farbmenge rosa, kirschrot, braunrot oder braungelb färben, der gelbe Farbstoff ist allerdings nicht lichtecht. Färberdiestel-Blüten enthalten zudem den Farbstoff Safflorgelb, dessen Zusammensetzung nicht bekannt ist. Im Colour Index ist er unter der Bezeichnung C.I. Natural Yellow 5 verzeichnet. Vereinzelt werden die Farbstoffe auch für Kosmetika und als Lebensmittelfarbstoff, z. B. in Fruchtgummi, verwendet.
Als Arzneipflanze gilt die Färberdistel in Asien, insbesondere China. Die Blütenblätter werden dort für Teeaufgüsse genutzt. In Moldawien wurde die Färberdistel in der Volksmedizin für Abtreibungen verwendet.
Aufgrund des hohen Preises für Safran wird die Färberdistel auch als Ersatz für dieses Gewürz verwendet. Die Blütenblätter der Färberdistel lassen sich mit bloßem Auge von den fadenförmigen Narbenlappen des Safrans unterscheiden. Bei echtem Safran sind die Narbenschenkel zwei bis drei Zentimeter lang, trichterförmig eingerollt und oben eingekerbt.
Als Zierpflanze für den Garten sowie als Schnitt- oder Trockenblumen wurden auch dornenlose Sorten gezüchtet.

## Anbau
Der Anbau erfolgt auf tiefgründigen, gut drainierten Böden mit neutraler Bodenreaktion. Aussaat- und Erntezeit richten sich nach den sehr unterschiedlichen klimatischen Bedingungen der Anbauregionen, sowohl Sommer- als auch Winteranbau werden praktiziert. Nährstoff- und Wasserbedarf der Kultur gelten als hoch, zudem ist eine wirksame Unkrautbekämpfung während des Rosettenstadiums wichtig. Zahlreiche pilzliche Erreger können die Pflanze schädigen. Eine Bekämpfung mit Pflanzenschutzmitteln ist in den USA und Australien teilweise möglich, in Deutschland dagegen bei dieser Kultur nicht zulässig. Zur Ölgewinnung werden die Samen bei Vollreife mit herkömmlichen Mähdreschern geerntet.

### Pilzkrankheiten
- Saflorrost (Puccinia carthami)
- Phytophtora drechsleri
- Sclerotinia sclerotiorum
- Verticillium-Arten
- Alternaria carthami
- Cercospora carthami

## Kulturelle Bedeutung
Unter dem Namen Kusumbha (कुसुम्भ kusumbha) kommt die Färberdistel in der altindischen Sanskrit-Literatur vor. Sie wird als Färbemittel erwähnt, daneben dienen die orangefarbenen Blüten der Färberdistel den Dichtern aber auch als Vergleichsobjekt für die Abendröte oder für Feuer. So vergleicht die dem Dichter Kalidasa (um 400) zugeschriebene Dichtung Ritusamhara in der Beschreibung eines Waldbrandes das Lodern des Feuers mit Kusumbha-Blüten („Safranblüten“ in der zitierten Übersetzung):

“विकचनवकुसुम्भस्वच्छसिन्दूरभासा प्रबलपवनवेगोद्भूतवेगेन तूर्णम् 
 तटविटपलताग्रालिङ्गनव्याकुलेन दिशि दिशि परिदग्धा भूमयः पावकेन.”

„vikacanavakusumbhasvacchasindūrabhāsā prabalapavanavegodbhūtavegena tūrṇam 
 taṭaviṭapalatāgrāliṅganavyākulena diśi diśi paridagdhā bhūmayaḥ pāvakena.“

„Mit Windeseil getriebne Feuersglut 
 verzehrt der Bäum' und Sträucher Wipfel schnell, 
 Und rote Funken sprühn von Ort zu Ort 
 als würden Safranblüten fortgestreut.“

## Geschichte
Die Färberdistel stammt vermutlich aus Kleinasien und wurde in Ägypten bereits 3500 v. Chr. zur Färbung von Mumienleinwänden und anderen Geweben verwendet (Färberpflanze). Das Samenöl wurde bereits in der Antike für Salben und als Lampenöl benutzt.
Sie ist seit langem in den Gärten Nordafrikas, Persiens, Chinas und Japans in Kultur. Bereits mit den Römern kam sie über den Mittelmeerraum nach Mitteleuropa und wurde dort mindestens seit dem 13. Jahrhundert genutzt. Die Blüten dienten zum Färben von Speisen, die Früchte für medizinische Zwecke. Ab dem 17. Jahrhundert gab es systematischen Feldbau in warmen Gegenden (Elsass, Thüringen etc.). Ab Mitte des 18. Jahrhunderts ging der Anbau durch Saflor- und Safranimporte aus dem Osten und Ägypten zurück. Saflorrot wurde um 1900 durch synthetische Anilinfarben ersetzt.
Ein erneuter Aufschwung des Safloranbaus gegen Ende des 20. Jahrhunderts ist vor allem ölreichen Sorten zu verdanken, die für die industrielle Nutzung angebaut werden. Weltweit wurden 1996–2001 auf 0,92 Mio. ha Färberdisteln angebaut, die wichtigsten Anbaugebiete liegen in Indien, Mexiko, den USA, Argentinien und Australien.

### Historische Abbildungen

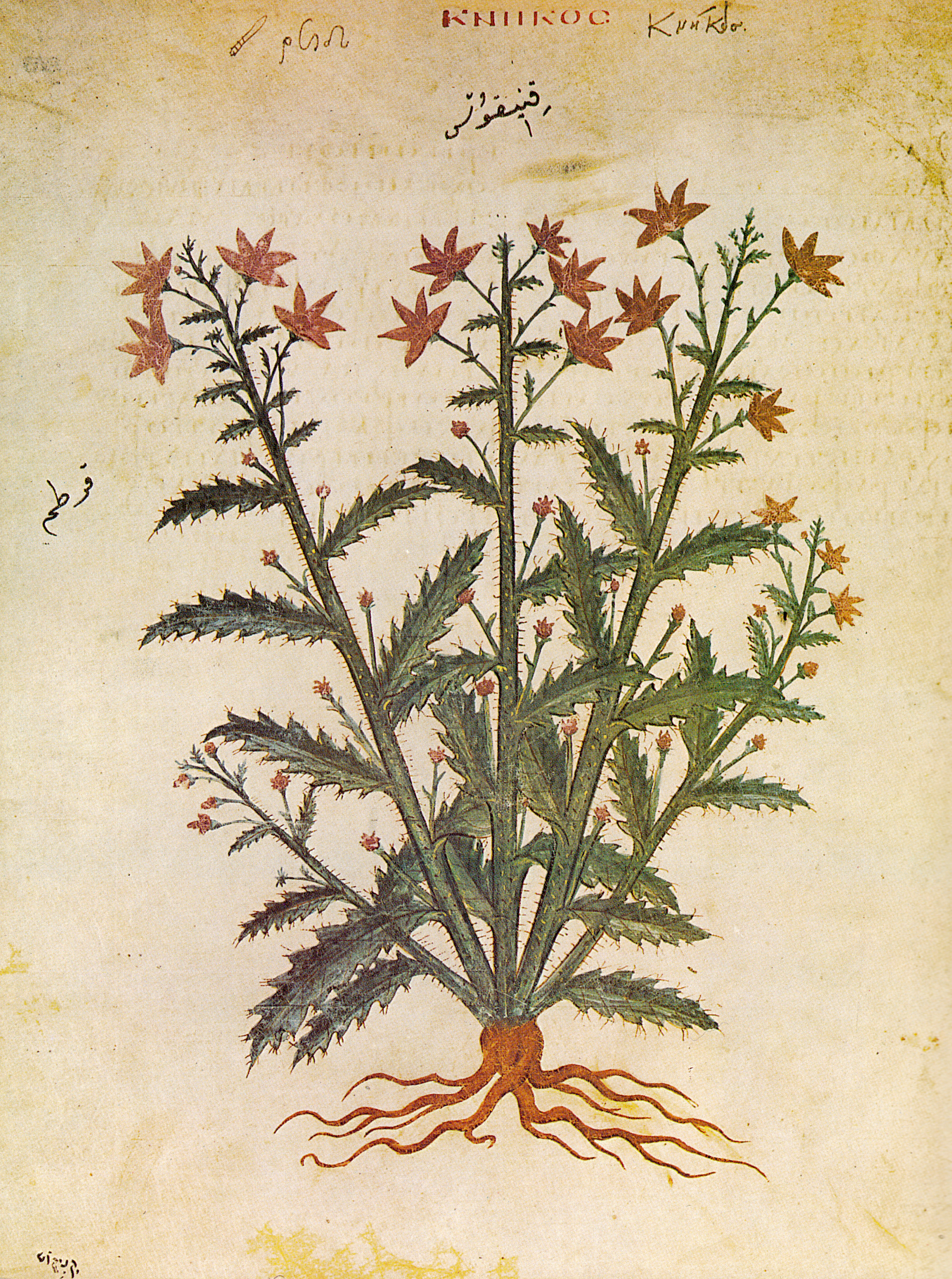
Wiener Dioskurides  6. Jahrhundert
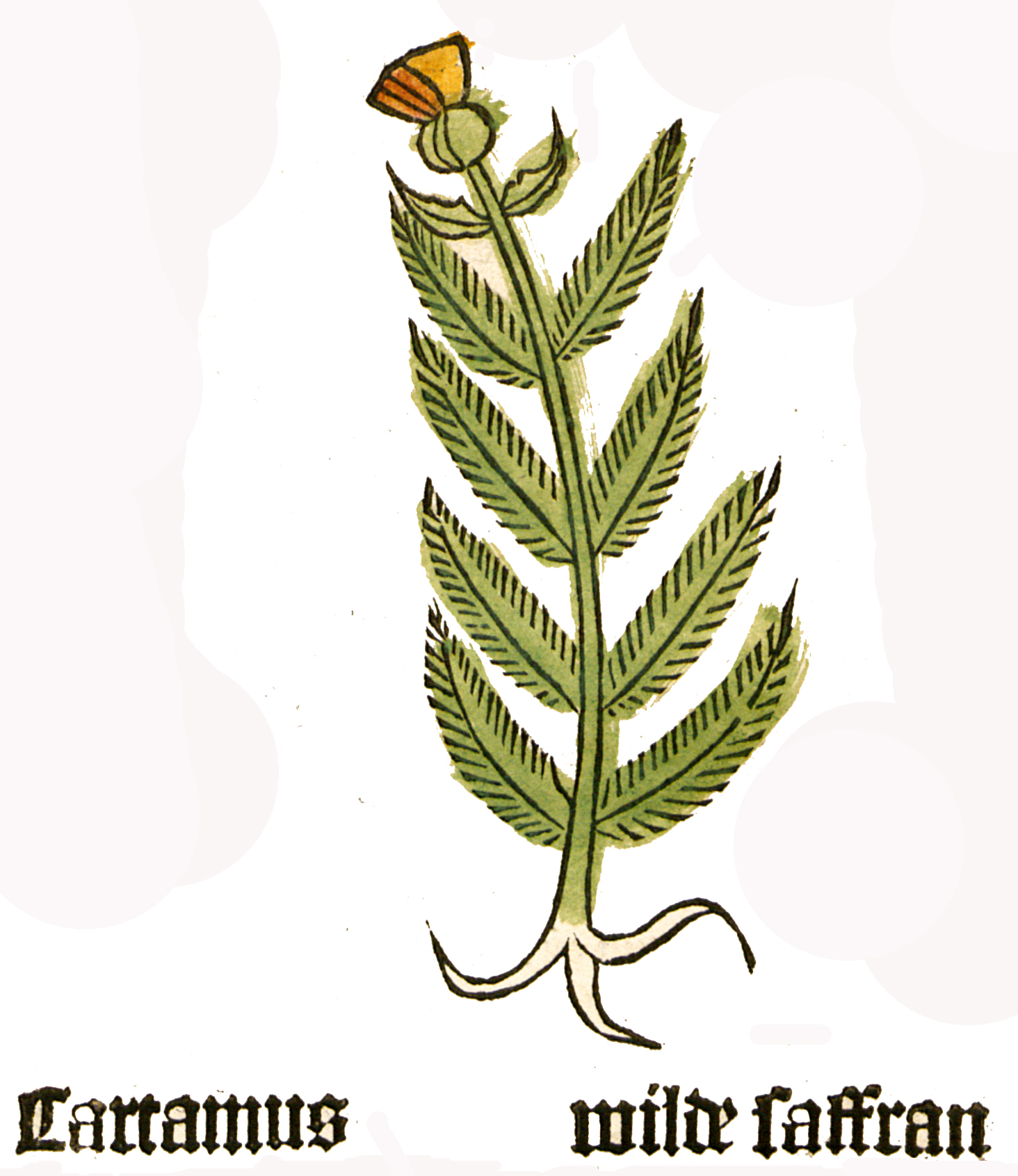
Herbarius Moguntinus 1484
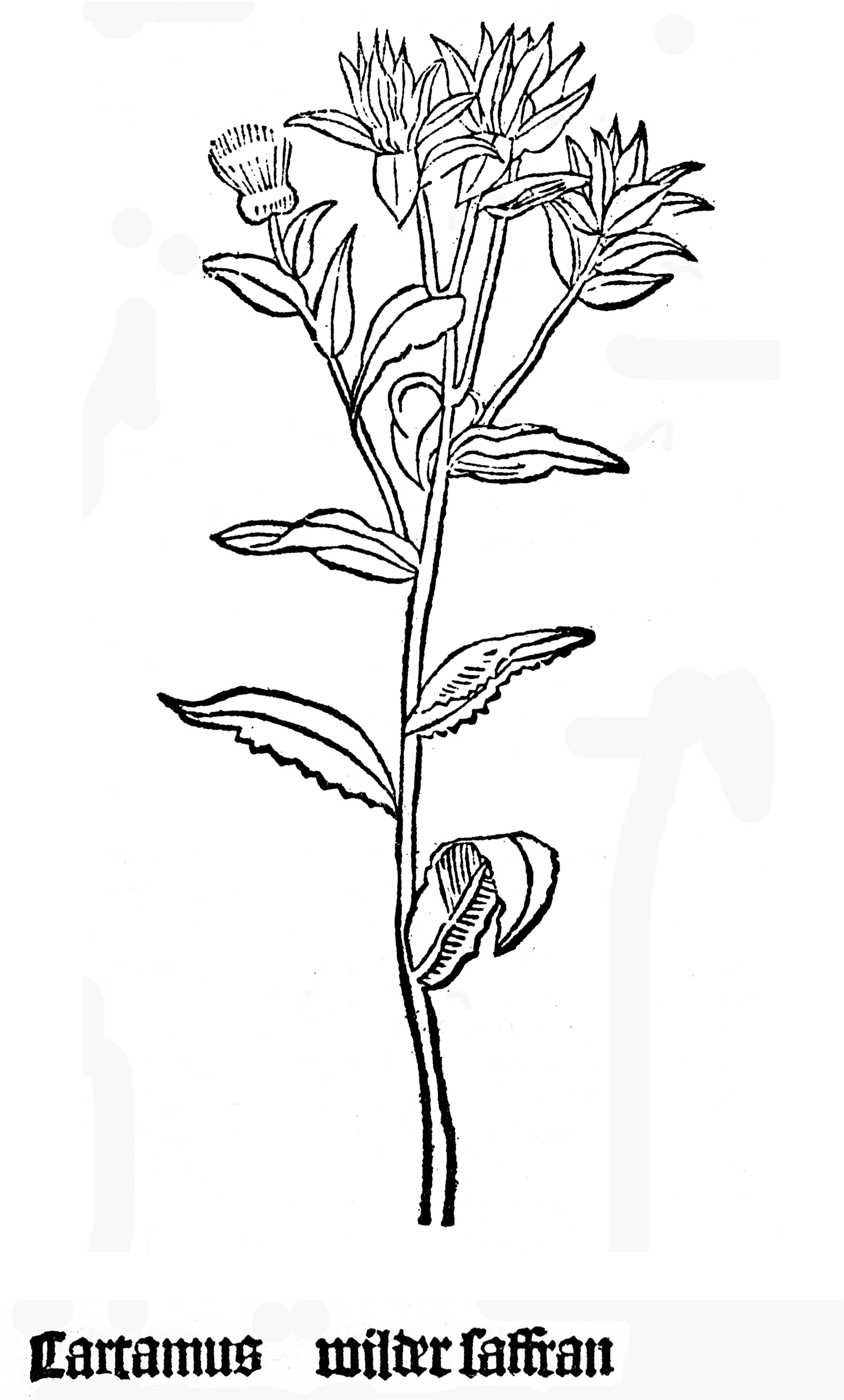
Gart der Gesundheit 1485
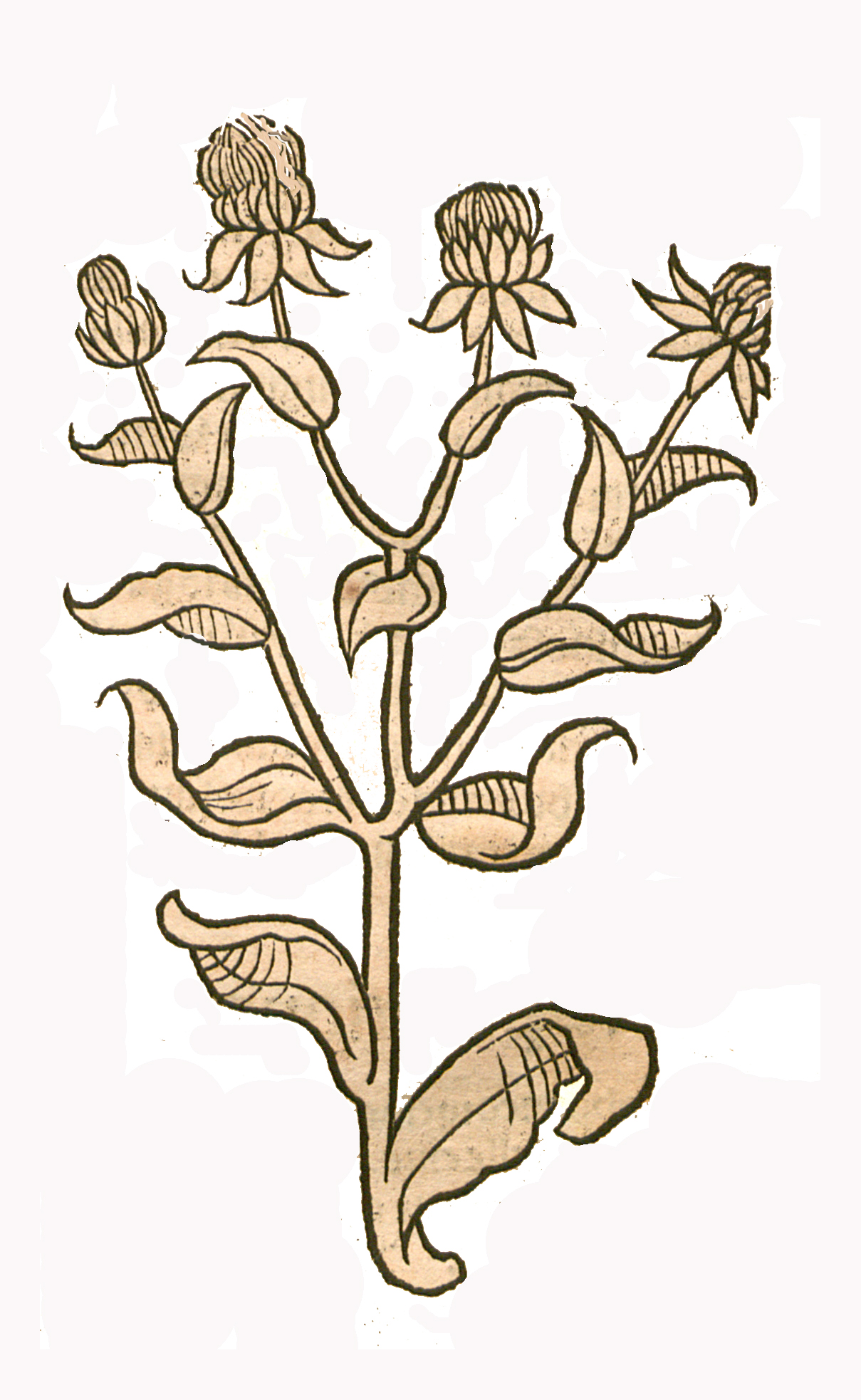
Hortus sanitatis 1491
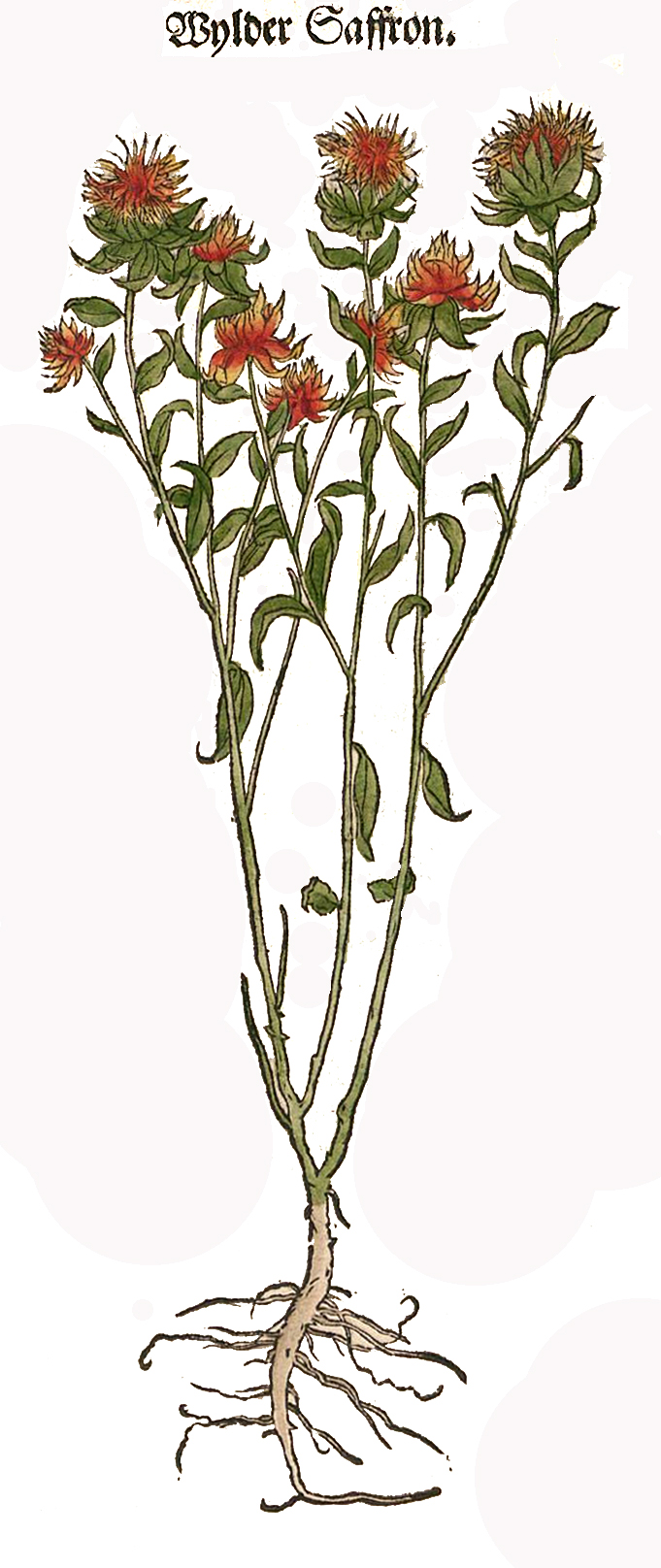
Otto Brunfels 1537
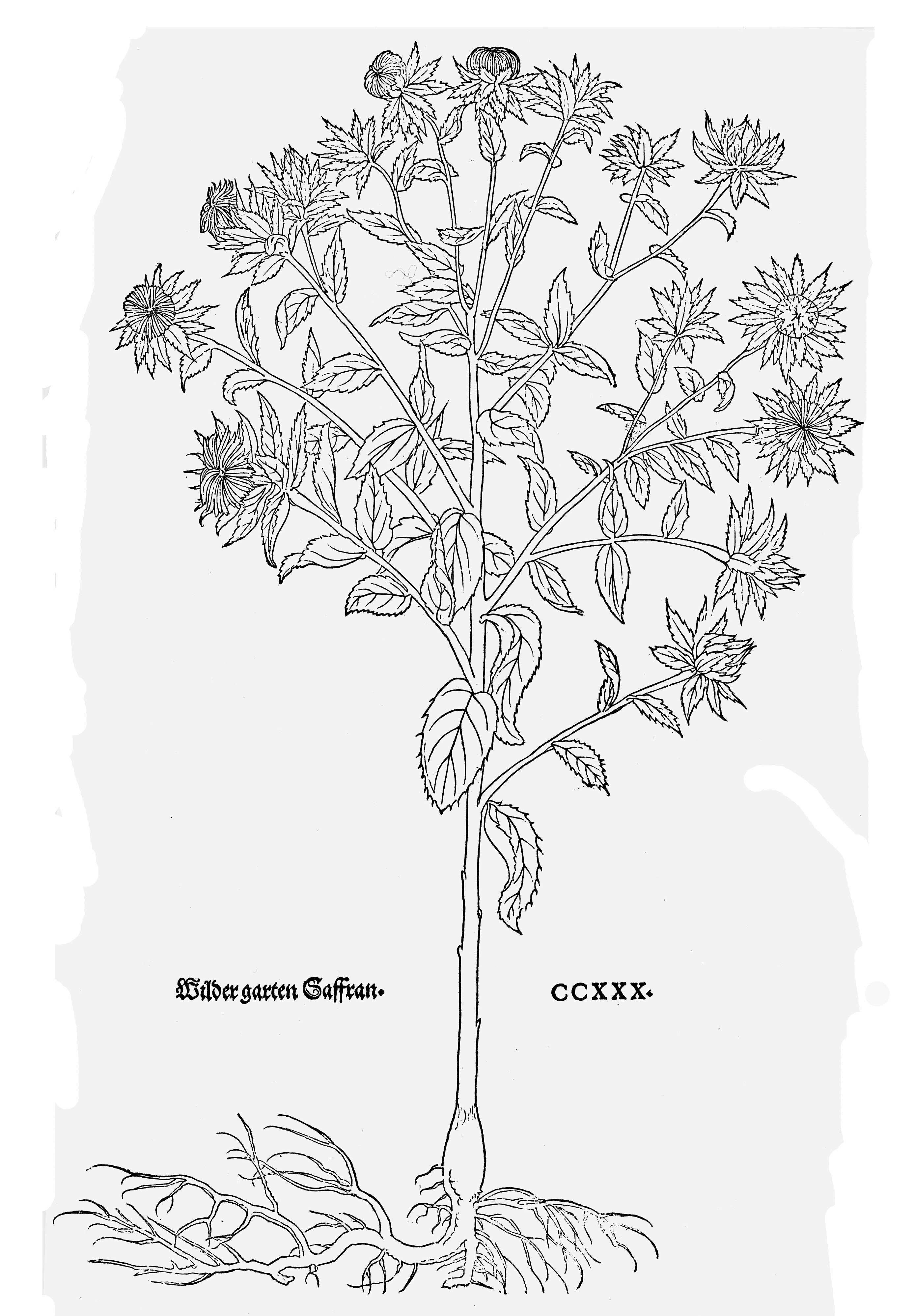
Leonhart Fuchs 1543
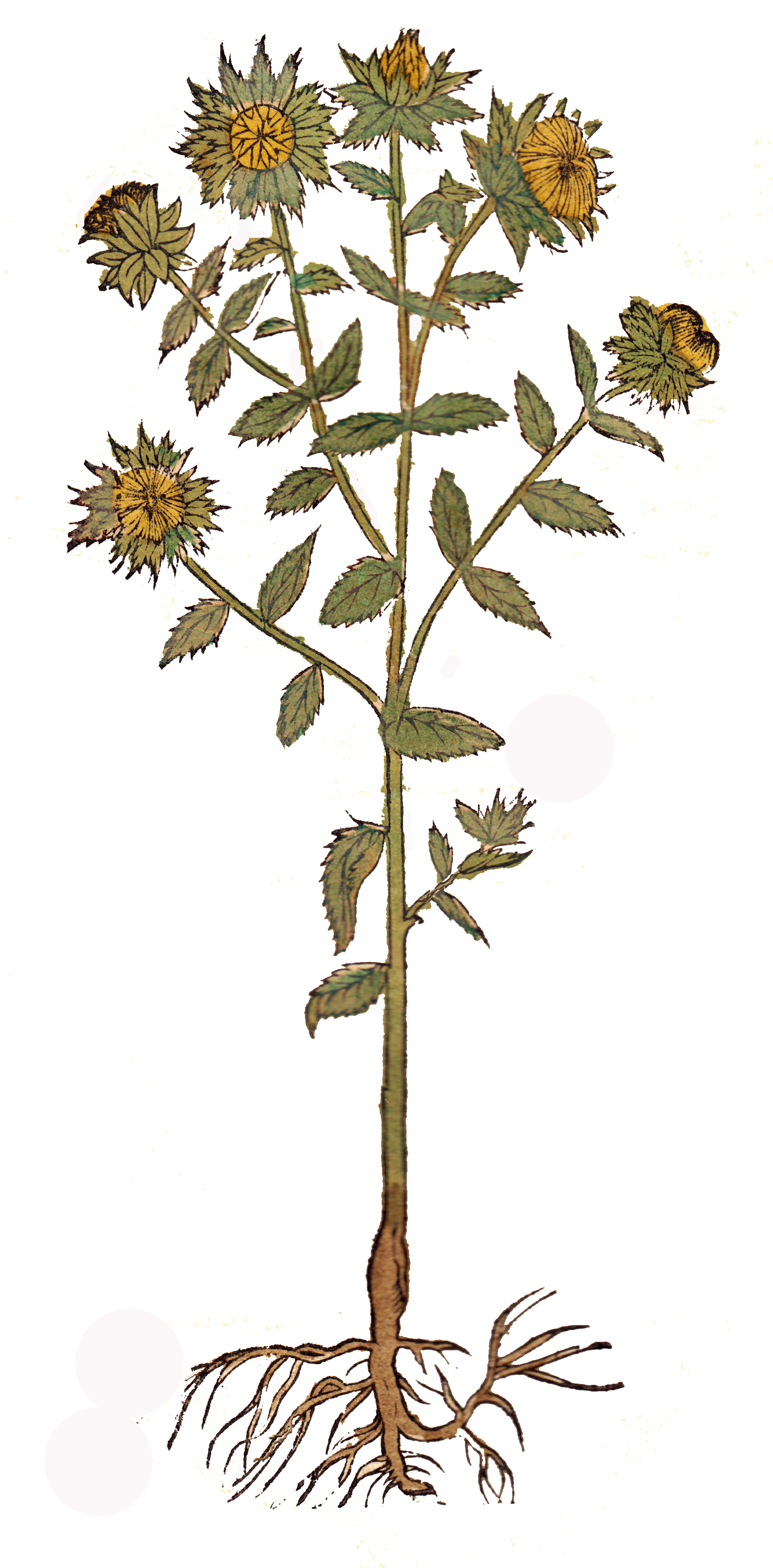
Hieronymus Bock 1546
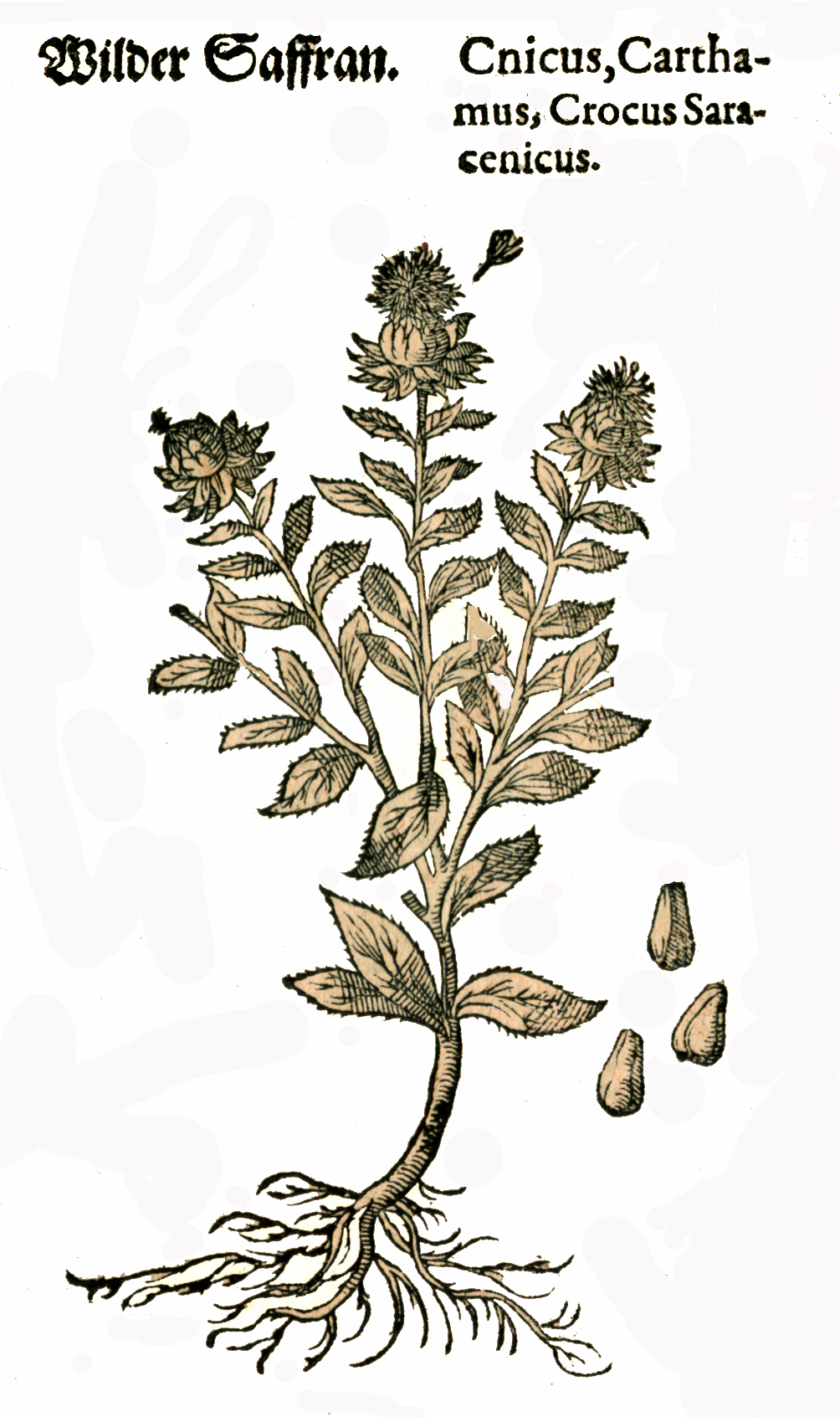
Mattioli / Handsch / Camerarius 1586